# Turmhügel Hilleck
Der Turmhügel Hilleck ist eine abgegangene mittelalterliche Höhenburg vom Typus einer Turmhügelburg (Motte) auf 590 m ü. NHN 400 Meter nördlich von Hilleck, einem Ortsteil der Gemeinde Chieming im Landkreis Traunstein in Bayern. Die Anlage wird als Bodendenkmal unter der Aktennummer D-1-8041-0023 im Bayernatlas als „Burgstall des hohen Mittelalters“ geführt. 

## Geschichte
Als Besitzer der vermutlich im 12. Jahrhundert erbauten Burg werden die Herren von Hart genannt, ein zwischen dem 12. und 14. Jahrhundert nachgewiesenes Adelsgeschlecht. 

## Beschreibung
Von der ehemaligen Mottenanlage ist noch der ovale kegelstumpfförmige Turmhügel mit hufeisenförmig umlaufendem Wall erhalten. Der Burgstall ist heute ein Bodendenkmal.